# Raiffeisenbank Falkenstein-Wörth
Die Raiffeisenbank Falkenstein-Wörth eG ist eine Genossenschaftsbank mit Sitz in der bayerischen Marktgemeinde Falkenstein im Landkreis Cham.

## Geschichte
Die Raiffeisenbank Falkenstein-Wörth eG entstand im Jahr 1993 durch die Fusion der Raiffeisenbank Falkenstein eG (gegründet am 23. März 1902) mit dem Sitz in Falkenstein mit der Raiffeisenbank Wörth-Wiesent eG mit dem Sitz in Wörth an der Donau. 
Durch die Fusion der Raiffeisenkasse Wiesent eGmbH mit dem Sitz in Wiesent im Jahr 1970 mit der Raiffeisenbank Wörth a.d.Donau eGmbH entstand die damalige Raiffeisenbank Wörth - Wiesent eGmbH mit dem Sitz in Wörth an der Donau.
Die Raiffeisenbank Falkenstein eGmbH fusionierte ebenfalls zuvor im Jahr 1969 mit der Raiffeisenkasse Brennberg eGmbH mit dem Sitz in Brennberg und im Jahr 1967 mit der Raiffeisenkasse Michelsneukirchen eGmbH mit dem Sitz in Michelsneukirchen und der Raiffeisenkasse Süssenbach eGmbH mit dem Sitz in Süssenbach.

## Rechtsverhältnisse
Die Raiffeisenbank Falkenstein-Wörth eG ist im Genossenschaftsregister beim Amtsgericht Regensburg unter GnR 539 eingetragen.

## Organisationsstruktur
Rechtsgrundlagen sind das Genossenschaftsgesetz und die durch die Generalversammlung beschlossene Satzung. Organe der Bank sind der Vorstand, der Aufsichtsrat und die Generalversammlung.

## Sicherungseinrichtung
Die Raiffeisenbank Falkenstein-Wörth eG ist der amtlich anerkannten Sicherungseinrichtung des Bundesverbandes der Deutschen Volksbanken und Raiffeisenbanken GmbH und der zusätzlichen freiwilligen Sicherungseinrichtung des Bundesverbandes der Deutschen Volksbanken und Raiffeisenbanken e.V. angeschlossen.

## Geschäftsausrichtung
Die Raiffeisenbank Falkenstein-Wörth eG betreibt das Universalbankgeschäft. Im Verbundgeschäft arbeitet sie mit der DZ Bank, R+V Versicherung, Bausparkasse Schwäbisch Hall, Teambank, VR Leasing, DZ Hyp und der Union Investment zusammen.

## Geschäftsgebiet
Das Geschäftsgebiet liegt im Süden des Landkreises Cham und im Osten des Landkreises Regensburg.
An diesen Orten betreibt die Bank Filialen:
- Falkenstein (Hauptstelle, jur. Sitz)
- Wörth an der Donau (Geschäftsstelle)
- Süssenbach (Geschäftsstelle)
- Michelsneukirchen (Geschäftsstelle)
- Brennberg (Geschäftsstelle)
- Wiesent (Geschäftsstelle)